# Centralnokušitski jezici
Centralnokušitski jezici, jedna od glavnih podskupina kušitskih jezika kojima se služi nekoliko plemena u istočnoj Africii. Sastoji se od četiri uže podskupine koje obuhvaćaju (4; prije 5 jezika) raširena u Etiopiji i Eritreja: 
a) istočni (1) Etiopija: xamtanga, 143.369 (1998)..
b) sjeverni (1) Eritreja:  bilen 70,000 (1995).
c) južni (1) Etiopija: awngi 356,980 (1998); izgubio status jezika: kunfal 2,000 (2000 M. Brenzinger).
d) zapadni (1) Etiopija: qimant, 1.650 (1998).

## Vanjske poveznice
- Ethnologue (14th)
- Ethnologue (15th)